# Сенокосец обыкновенный
Обыкновенный сенокосец (лат. Phalangium opilio) — вид паукообразных из семейства Phalangiidae отряда сенокосцев.

## Описание
Самец и самка этого вида чётко отличаются друг от друга строением тела. Самцы длиной от 4 до 6 мм, самки — от 5 до 7 мм. Хелицеры самцов с крупными коническими выростами на втором членике.
У самок эти выросты отсутствуют. На спине у неё имеется тёмное седловидное пятно с белой окантовкой, которое со стороны выглядит более тёмным. У самцов, напротив, седловидное пятно не окантовано по бокам, а свободно переходит в сторону.
Оба пола исключительно длинноногие, вторая пара ног самая длинная. Окрас ног в основном тёмно-коричневый, у самок в среднем серый. Окрас тела варьирует, самки также более серые. Нижняя сторона тела от светло-бежевого до белоснежного цвета, без рисунка.

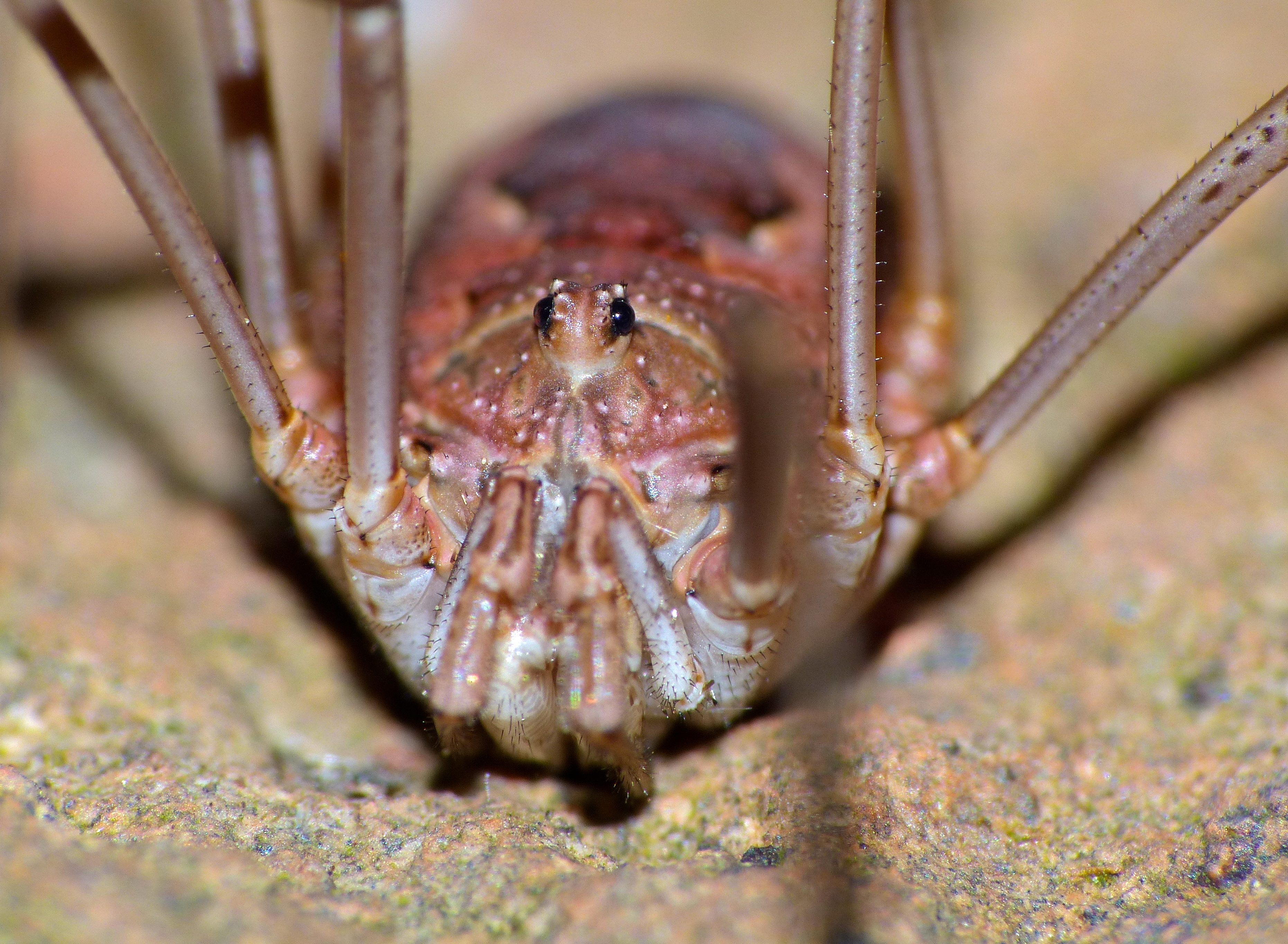
Вид спереди ♀
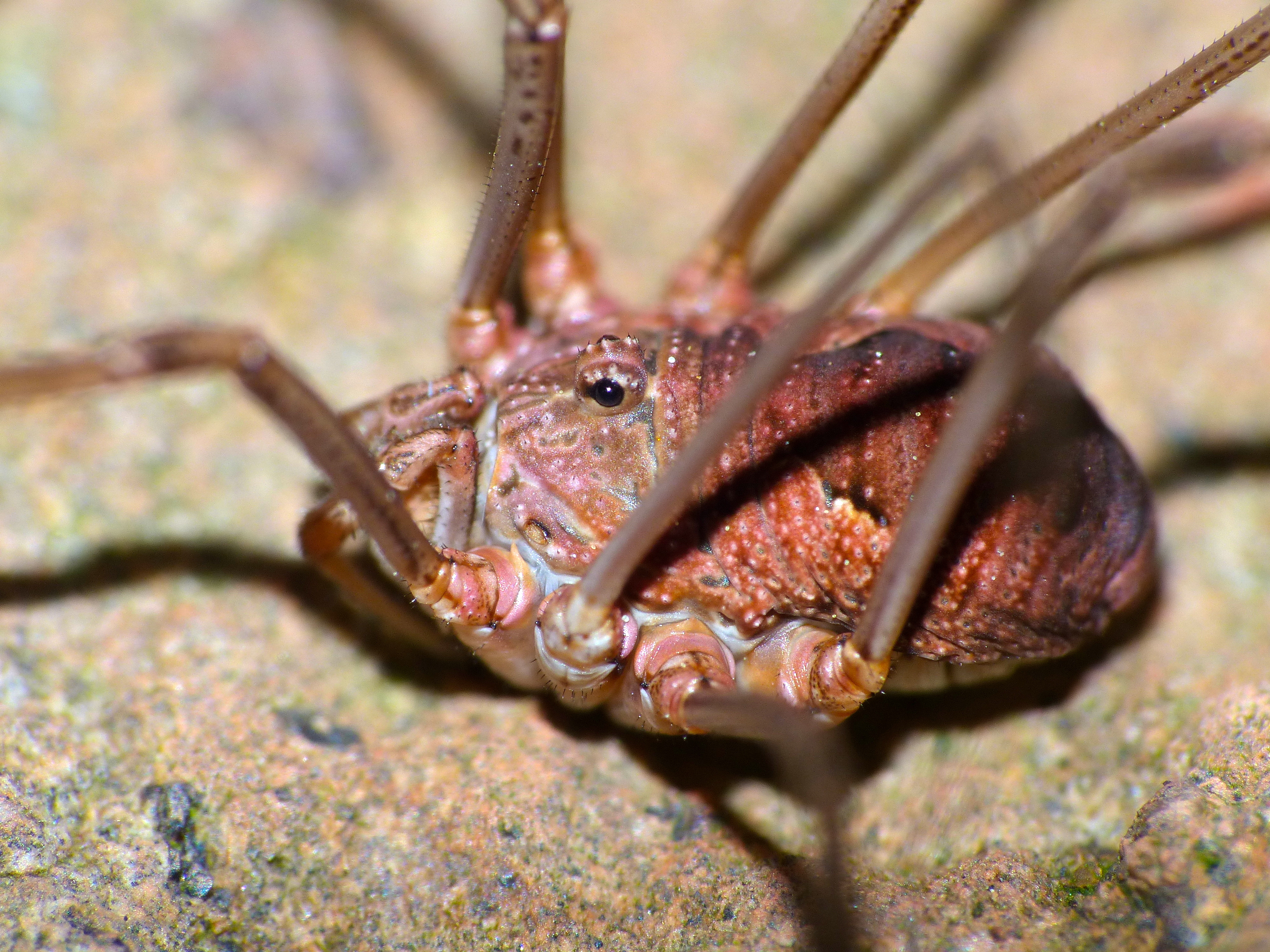
Вид сбоку ♀
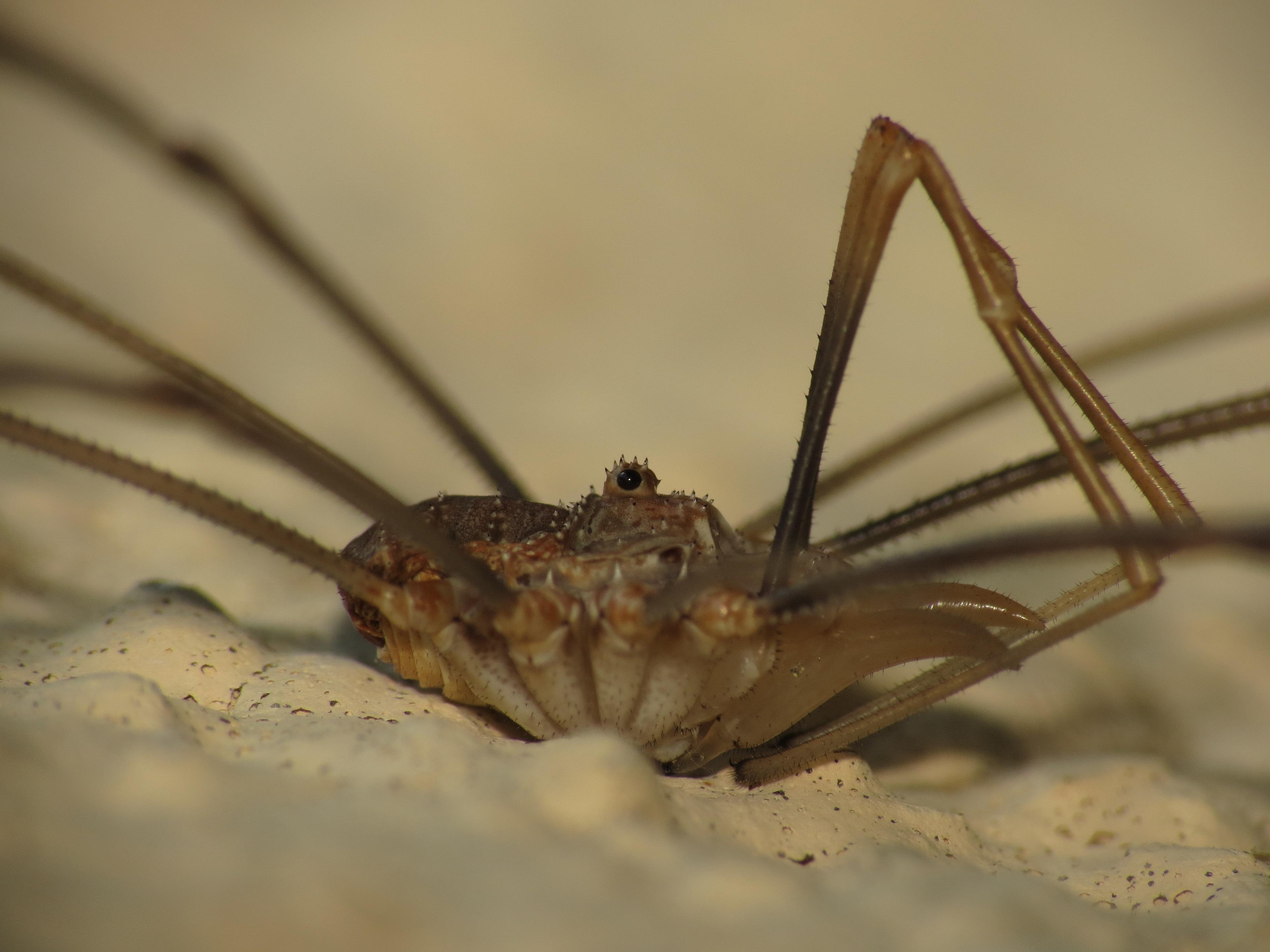
Вид сбоку ♂
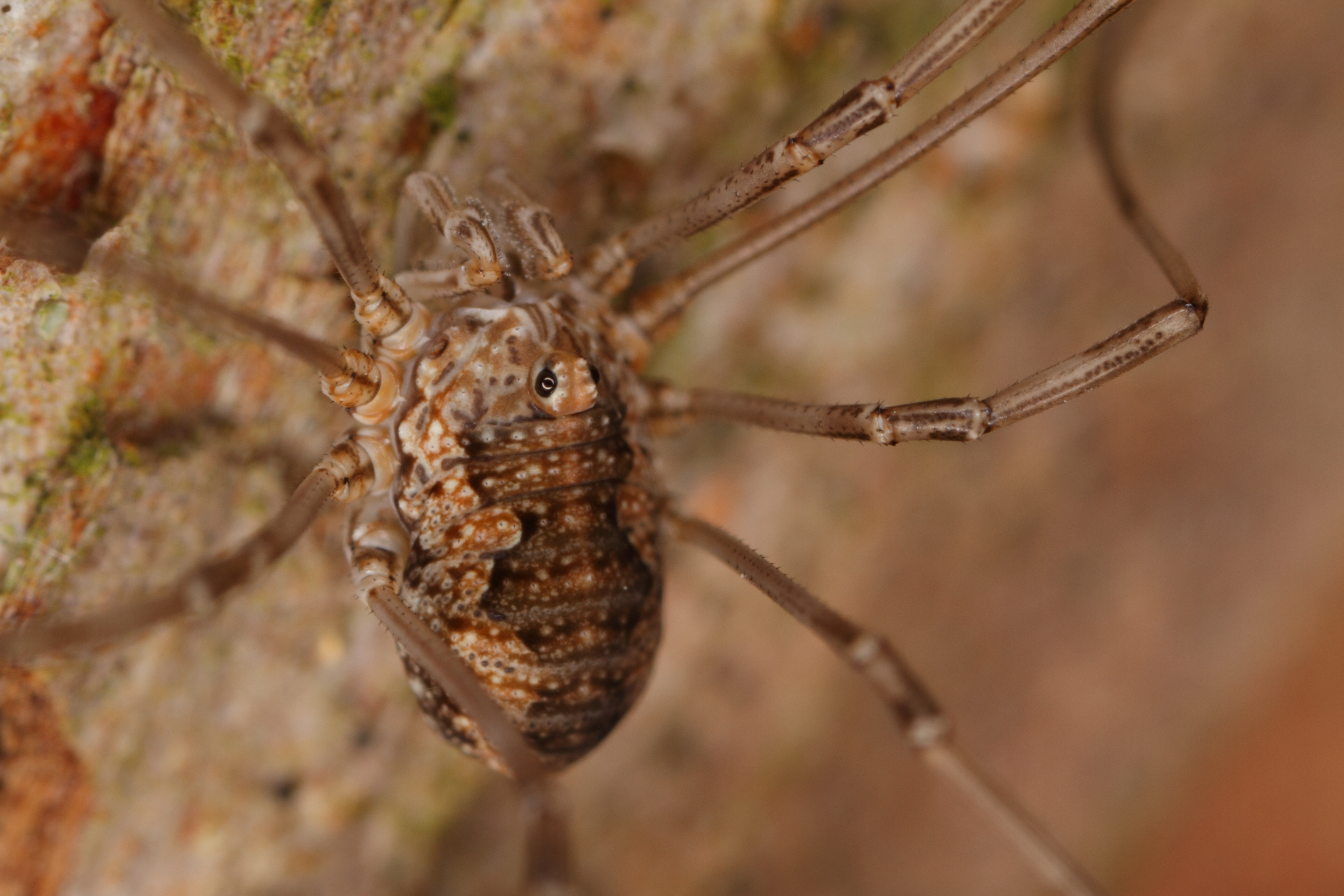
Вид сверху ♀

## Распространение
Вид широко распространён в Евразии и Северной Америке. Он обитает на лугах и сухих газонах, в садах и по обочинам дорог.

## Питание
Охотится на насекомых, но не отказывается и от растительной пищи.

## Размножение
Размножение происходит с июня по ноябрь. Яйца откладывает в кокон в расщелине на земле. В первом коконе 200 яиц. Во втором и третьем коконе содержится всего примерно 100 яиц. Период между кладками яиц составляет от нескольких дней до трёх недель. Молодых сенокосцев можно встретить преимущественно на поверхности земли, взрослых — в травяном слое. Обыкновенный сенокосец может выдержать температуру до −10 °C в течение 2-х недель.